# Jill Bennett
Jill Bennett, född 24 december 1931 i Pinang, Malaysia, död 4 oktober 1990 i London, var en brittisk skådespelare. Hon var gift med pjässkrivaren John Osborne och deltog i flera av hans uppsättningar. Hon begick självmord 1990.

## Filmografi
- 1952 – Pleasure Garden
- 1954 – Faster Klara ärver
- 1954 – Man överbord
- 1956 – Han som älskade livet
- 1960 – Den kriminelle
- 1965 – Barnjungfrun
- 1965 – Dödskallen
- 1968 – De tappra 600
- 1968 – Inadmissible Evidence
- 1970 – Julius Caesar
- 1971 – I Want What I Want
- 1975 – Mr. Quilp
- 1976 – Julia går igen
- 1981 – Ur dödlig synvinkel
- 1982 – Brittiska sjukan
- 1986 – Lady Jane
- 1989 – Hawks
- 1990 – Den skyddande himlen